# Triệu Phu
Triệu Phu (chữ Hán: 赵旉) hay Nguyên Ý Thái tử (元懿太子) (23 tháng 7 năm 1127 - 27 tháng 7 năm 1129, tại vị 26 tháng 3 - 20 tháng 4 năm 1129), là Hoàng thái tử và Hoàng đế không chính thống  của triều đại Nam Tống trong lịch sử Trung Quốc.

## Lịch sử

### Ấu thơ
Triệu Phu là con trai duy nhất của Tống Cao Tông, Hoàng đế khai quốc triều Nam Tống, mẹ là Phan Hiền phi. Ông chào đời ngày 23 tháng 7 năm 1127 tại phủ Ứng Thiên, khi đó triều Bắc Tống bị quân Kim tiêu diệt, Cao Tông được đưa lên ngôi, trung hưng đất nước, nhưng không bao lâu thì người Kim lại đưa quân tấn công, triều Tống phải bỏ miền Bắc, lui về phía Nam sông Trường Giang.
Ngày Kỉ Hợi tháng 9 ÂL (tức 19 tháng 10 năm 1127), Triệu Phu được phong chức Kiểm giáo Thái bảo, Tập Khánh quân Tiết độ sứ, tước Ngụy Quốc công. Vào năm 1129, người Kim tấn công vào Hoài Nam. Các tướng Miêu Phó, Lưu Chính Ngạn nổi dậy phát động binh biến, sử xưng Miêu, Lưu binh biến. Ngày 26 tháng 3 năm 1129, bọn Miêu, Lưu phục binh ở cây cầu dưới chân thành, nhân lúc thoái triều đã cho vây bắt và giết chết đại thần Vương Uyên, sau đó tiến quân vào cung. giết hại rất nhiều nội thị. Trung thống chế Ngô Đam vốn là đồng đảng của Miêu Phó đã mở cửa cung cho Miêu, Lưu tiến vào. Miêu Phó ép Cao Tông phải thoái vị, nhường ngôi cho Triệu Phu và để Long Hựu Thái hậu Mạnh thị (Hoàng hậu dưới thời Tống Triết Tông) nhiếp chính. Cao Tông nghe theo Chu Thắng Phi, phải tạm nhẫn nhịn, chấp thuận nhường ngôi. Do vậy, Hoàng tử Triệu Phu mới 3 tuổi được lập làm vua, Long Hựu Thái hậu nhiếp chính, tôn Cao Tông là Duệ Thánh Hoàng đế, cải nguyên là Minh Thụ, phong Miêu Phó là Võ Đường quân Tiết độ sứ, Lưu Chính Ngạn là Võ Thành quân Tiết độ sứ.
Các tướng cầm quân ở ngoài gồm Lã Di Hạo, Trương Tuấn, Hàn Thế Trung, Trương Tuấn... bất bình với việc làm của Miêu, Lưu vì thế hợp nhau chống lại. Miêu Phó thấy tình hình nguy cấp quá, lại nghe theo Chu Thắng Phi, quyết định nhận tội và lập lại Duệ Thánh vào ngày 20 tháng 4. Không lâu sau bọn Miêu, Lưu cũng bị tiêu diệt.
Ngày Nhâm Thân, tháng 4 (11 tháng 5/1129), Cao Tông lúc này ở phủ Lâm An hạ chiếu sách lập Triệu Phu làm Hoàng thái tử. Ngày Ất Dậu tháng 5 ÂL (24 tháng 5), Thái tử đi theo Cao Tông đến Kiến Khang.

### Cuối đời
Lúc này Thái tử mới ba tuổi và bỗng mắc bệnh phong hàn, chữa lâu chưa khỏi. Một đêm có cung nhân đi qua phòng, nhỡ bước vấp phải lò sưởi khiến Thái tử kinh động, lên cơn co giật rồi sau một đêm thì quy tiên. Đó là vào ngày Đinh Hợi tháng 7 ÂL. Cao Tông đau xót, truy phong làm Nguyên Ý Thái tử và cho đánh chết cung nhân đó. Thi hài của Thái tử được chôn ở tháp sắt trong một ngôi chùa của Kim Lăng, bảo mẫu và cung nữ hầu hạ đều phải tuẫn táng theo.
Về sau Cao Tông lại mắc bệnh liệt dương nên hậu cung không thể nào sinh nở được nữa.